# Robert Kuven
Robert Kuven   (Estrasburg, 21 d'agost de 1901 - Estrasburg, 25 d'abril de 1983) va ser un pintor i aquarel·lista alemany/francès.

## Biografia
Des de petit, Robert Kuven li agradava dibuixar, però els seus pares consideraven arriscada la carrera d'artista. Inicialment es va formar com a arquitecte a l’Ecole Nationale Technique d'Architecture d'Estrasburg i després va treballar com a arquitecte fins al 1926. Va continuar dibuixant i pintant i va fer còpies de grans mestres.
Després va assistir a l’Escola d'Arts Decoratives de Colònia i després de 1927 a 1930 va estudiar a Munic. Aviat es va traslladar a París i va assistir a l'Académie Julian, després va continuar els estudis a Alemanya. Va tornar a Estrasburg el 1932 i va ensenyar dibuix a l’École supérieure des arts décoratifs d'Estrasburg. Al llarg d'aquest període va fer diversos viatges a altres països europeus. Es va quedar a Florència, Suïssa, Àustria, Holanda i Espanya. També va anar a Anglaterra per estudiar Turner.
Va ensenyar a Estrasburg fins a la guerra de 1939. El 1945 va tornar i va ensenyar al Lycée Kléber. L'any 1975, als 74 anys, va viatjar per Noruega i els països nòrdics.

## Vida personal
El 1932 es va casar amb Madeleine Simon. Van tenir una filla, Elisabeth. Després d'una curta malaltia, Robert Kuven va morir el 23 d'abril de 1983. Està enterrat al cementiri de l'oest d'Estrasburg. El sacerdot catòlic Carl Küven (fins al 1944 Estrasburg-Ostwald, més tard a Stuttgart) probablement era el seu germà.

## Honors
La plaça Robert Kuven d'Estrasburg rep el seu nom en el seu honor.

## Obres

### Il·lustracions de llibres
- Kuven, Robert. Der Kreuzweg Christi. Bilder Von Küven, Robert. Begleitworte: Schwester Maria, 1935.
- Kuven, Robert. Vues d'Alsace. Lithographies originales coloriées à la main, 1949.
- Lefftz, Joseph. Die Brunnen im Elsass, 1954.
- Barth, Médard. Der Rebbau des Elsass und die Absatzgebiete seiner Weine: ein geschichtlicher Durchblick, 1958.
- Redslob, Robert. Ce que raconte l'Alsace, 1962.
- Straub, Karl Willy. Erinnerungen an das Elsaß. Ein Zeitdokument (Mit einem Geleitwort von Paul Bertololy und acht Handzeichnungen von Robert Küven), 1966.
- Sättele, Karl. Schnurren und seltsame Käuze vom Bodensee Mit Federzeichnungen von Robert Küven, 1968.
- Kuven, Robert. Mont Sainte Odile. Aquarelles de R. Kuven, Strasbourg, 1970.
- Matzen, Raymond. Récits légendaires d'Alsace, 1976.
- Matzen, Raymond. Lithographies d'Alsace: méditations poétiques d'un aquarelliste alsacien, gerbes de poésies du Terroir, 1977.
- Zink, Georges. Sichelte = Moisson: poésies sundgoviennes, 1978.
- Kuven, Robert. Dessins et aquarelles, 1979.
- Matzen, Raymond. Dichte isch bichte: Gedichte in Strassburger Mundart, 1980.

### Aquarel·les
- Betschdorf
- Jardins
- La cour du cloître
- La terrassa
- La porta de Darstein
- L'Alberg del Kochersberg
- Ostwald
- Paysage de mine
- Paysage des Vosges
- Paysage et église
- Paysage et maisons
- Uttwiller
- Niederaltdorf
- Ottrot

### Olis
- Ram de flors
- Jardin de l'Orangerie
- Ferme alsacienne en pays de Hanau
- Paisatge
- Paysage des Vosges
- Retrat de dona